# Samuel Provoost
Samuel Provoost, född 1742 i New York, död 1815, var den tredje presiding bishop i Amerikanska Episkopalkyrkan och den förste biskopen av New York. Han konsekrerades 1787 tillsammans med biskop William White. Han var av hugenottsläkt.